# Ферганская улица (Москва)
Ферга́нская у́лица (название утверждено 3 сентября 1968 года) — улица в Москве в районе Выхино-Жулебино Юго-Восточного административного округа между улицей Академика Скрябина и Ферганским проездом. Улицу пересекают Самаркандский бульвар и улицы Сормовская и Ташкентская. Слева примыкает Сурский проезд. Проходит параллельно Рязанскому и Волгоградскому проспектам.

## Об улице
Названа по Ферганской долине в Центральной Азии, на стыке границ Узбекистана, Кыргызстана и Таджикистана, в которой находится много крупных городов.

## Здания и сооружения
По нечётной стороне:
- № 5 — школьно-базовая столовая «Выхино» (снесено, на его месте построены дома по программе реновации, числящиеся по адресу улица Академика Скрябина, дом 3/1)
- № 17 — кинотеатр «Волгоград» (закрыт)
- № 21 — супермаркет «Eurospar»
- № 23 — детская школа искусств им. М. А. Балакирева
- № 25 — Всероссийский научно-исследовательский институт по эксплуатации атомных электростанций (ВНИИАЭС)

По чётной стороне:
- № 2 — автодормехбаза Юго-Восточного административного округа (АДМБ)
- № 10 — подстанция скорой помощи № 19
- № 10, корп. 2 — детская городская поликлиника № 114
- № 12 – Бывший жилой дом, одно из самых старых зданий района Выхино-Жулебино. Построен в 1939 году для работников располагавшейся рядом (на Сормовской улице) нефтебазы.

## Транспорт

### Метро
- Станция метро «Юго-Восточная» Некрасовской линии.
- Станция метро «Рязанский проспект» Таганско-Краснопресненской линии.

### Автобус
По улице проходят автобусы: 51, с799, 115, 143, 208, 209, 429, 580, 731, т63, м7, н7.